# Ranchette Estates
Ranchette Estates es un lugar designado por el censo ubicado en el condado de Willacy en el estado estadounidense de Texas. En el Censo de 2010 tenía una población de 152 habitantes y una densidad poblacional de 97,65 personas por km².

## Geografía
Ranchette Estates se encuentra ubicado en las coordenadas 26°29′4″N 97°49′19″O / 26.48444, -97.82194. Según la Oficina del Censo de los Estados Unidos, Ranchette Estates tiene una superficie total de 1.56 km², de la cual 1.56 km² corresponden a tierra firme y (0%) 0 km² es agua.

## Demografía
Según el censo de 2010, había 152 personas residiendo en Ranchette Estates. La densidad de población era de 97,65 hab./km². De los 152 habitantes, Ranchette Estates estaba compuesto por el 75% blancos, el 2.63% eran afroamericanos, el 0.66% eran amerindios, el 0% eran asiáticos, el 0% eran isleños del Pacífico, el 15.79% eran de otras razas y el 5.92% pertenecían a dos o más razas. Del total de la población el 96.05% eran hispanos o latinos de cualquier raza.